# اچ‌ام‌اس بیگل

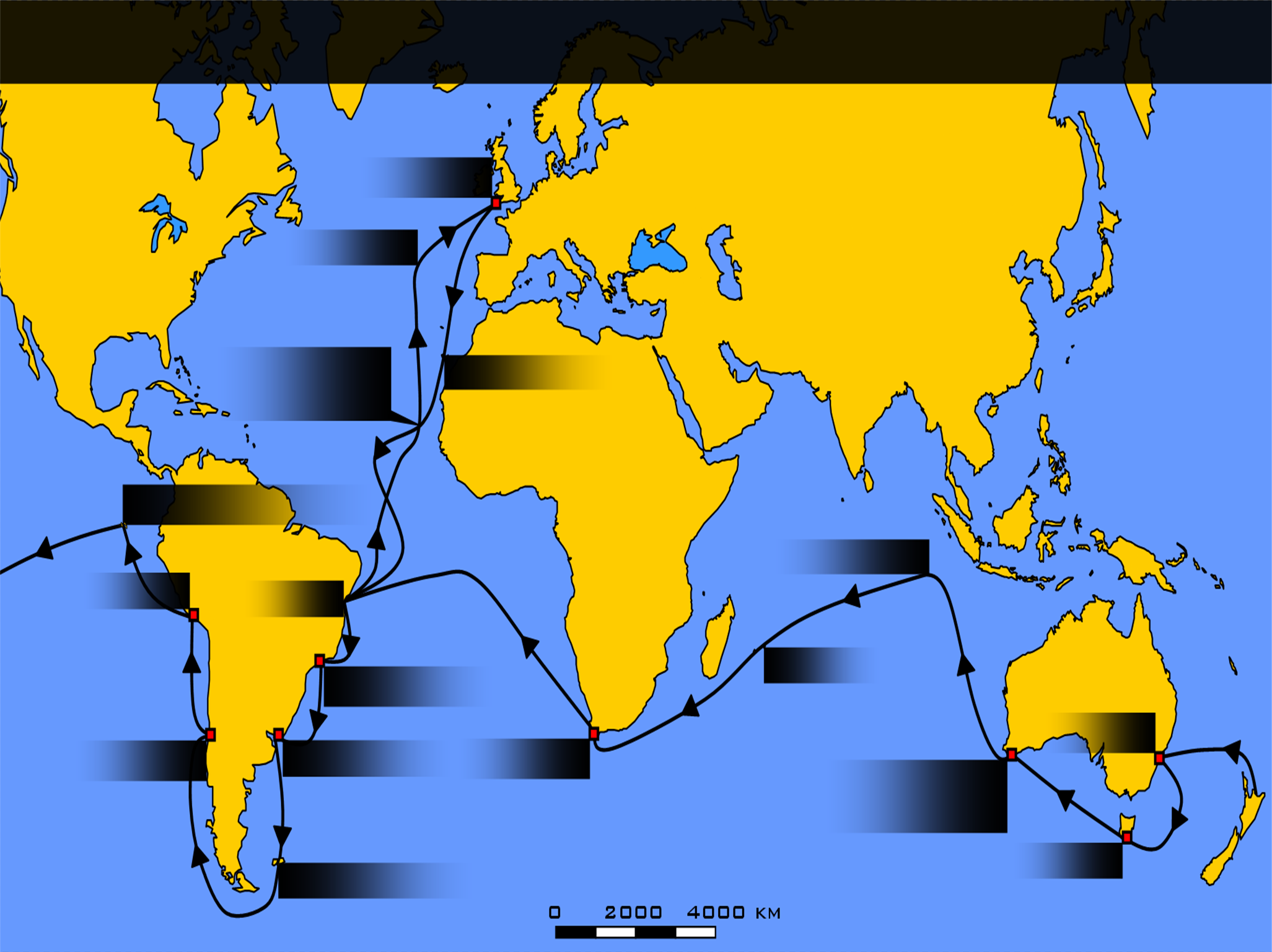
سفر داروین به همراه اچ‌ام‌اس بیگل در سراسر جهان

اچ‌ام‌اس بیگل (به انگلیسی: HMS Beagle) یک کشتی متعلق به نیروی دریایی پادشاهی بریتانیا با ۱۰ عراده توپ به طول ۹۰٫۳ فوت (۲۷٫۵ متر) بود که مابین سال‌های ۱۸۲۰ الی ۱۸۴۵ به سه مسافرت دوردست دریایی رفت و در سفر دوم آن چارلز داروین زیست‌شناس بریتانیایی به جهت انجام تحقیقات علمی مسافر آن بود. ناخدای کشتی در آن سفر ستوان رابرت فیتزروی بود. او به لحاظ مذهبی یک بنیادگرا بود و در پایان سفر به دلیل مشارکت در کمک به پژوهش داروین خود را سرزنش می‌کرد. در هنگام سخنرانی داروین در دانشگاه آکسفورد حاضر شد و با بالای سر گرفتن انجیل حضار را دعوت به اعتقاد به کلام خالق کرد، سرانجام پس از پنج سال مقابله با افسردگی، با پاره کردن گلوی خود با تیغ خودکشی کرد.